# Сулима Микола Матвійович
Микола Матвійович Сулима (26 квітня 1947, с. Загрунівка, Зіньківський район, Полтавська область, Україна — 26 жовтня 2023, Київ) — український вчений-літературознавець. Доктор філологічних наук, професор, дійсний член НАН України. Завідувач відділу давньої української літератури, заступник директора з наукової роботи Інституту літератури імені Тараса Шевченка НАН України. Голова Наукової ради НАН України з проблеми «Класична спадщина і сучасна художня література». Почесний доктор Ужгородського національного університету.

## Життєпис
Микола Сулима народився на Зіньківщині, у с. Загрунівка. Після закінчення Великосорочинської середньої школи в 1965 році вступив до Київського державного університету ім. Т. Г. Шевченка, на філологічний факультет.
Працював бібліотекарем Великосорочинського кістково-туберкульозного санаторію (1965—1966 роки).
По закінченні навчання з 1972 року працював науковим співробітником Державного музею книги і друкарства України, брав участь у комплектуванні фондів та підготовці експозиції створюваного у той час закладу.
Від 1979 року наукова діяльність ученого пов'язана з академічним Інститутом літератури, де він пройшов шлях від лаборанта до заступника директора з наукової роботи (з 1999 року).
1982 року захищає кандидатську дисертацію на тему «Українське віршування кінця XVI — початку XVII ст.». Продовжує наукові дослідження, які у 1996 році вінчає докторська дисертація за темою «Українська драматургія XVII—XVIII ст.».
М. Сулима поєднує наукову діяльність з педагогічною, викладає у Київському національному університеті імені Тараса Шевченка та Національному університеті «Києво-Могилянська академія». У 2005—2007 роках працював над науковою темою «Леся Українка та її доба» у Волинському державному університеті ім. Лесі Українки. М. М. Сулима є членом редколегій кількох профільних наукових часописів. На сесії загальних зборів Національної академії наук України у березні 2018 року обрано академіком НАН України.

## Наукова діяльність
У наукових роботах Миколи Сулими висвітлено важливі історико-літературні та загальнокультурні процеси давнини і сучасності України. Науковий доробок вченого позначений глибиною розробки проблем, цікавими спостереженнями, переконливою аргументацією, важливими узагальненнями.
Перу вченого належать понад 300 публікацій, серед яких ґрунтовні монографії «Українське віршування кінця XVI — початку XVII ст.», «Українська драматургія XVII—XVIII ст.», «Гріхи розмаїтії (Єпитимійні справи XVII—XVIII ст.)», збірник праць «Книжиця у семи розділах».
Микола Сулима є упорядником та науковим редактором низки персональних і колективних збірок, хрестоматій і антологій творів давньої, класичної та новітньої української літератури. Найвідоміші з них — 40-й том зібрання творів І. Я. Франка, «Українська література XIV—XVI ст.», «Українська поезія. Середина XVII ст.», «Український футуризм. Вибрані сторінки», «Давня українська література». Член редакційної колегії академічної 12-томної «Історії української літератури».
Взяв участь у підготовці антології української барокової літератури «Жемчужина причудливой формы» для книжкової серії «Классика литератур СНГ» (2011).
М. М. Сулима — організатор й учасник численних наукових з'їздів, конференцій, симпозіумів як в Україні, так і за її межами.
Микола Сулима є співавтором програми з української літератури для середньої школи, підручників з української літератури для 8, 9 й 11 класів, хрестоматії «Давня українська література» у кількох виданнях. Як науковий керівник працював з аспірантами та докторантами, був також членом спецради Інституту літератури із захисту докторських дисертацій, багато років був членом і головою Експертної ради ВАК України.
Резонансною подією стало долучення наукового висновку за підписом М. Сулими до судової справи про заборону твору О. Ульяненка «Жінка його мрії».